# Liste der Mitglieder der American Academy of Arts and Sciences/1894
Im Jahr 1894 wählte die American Academy of Arts and Sciences acht Personen zu ihren Mitgliedern.

## Neugewählte Mitglieder
- Ingram Bywater (1840–1914)
- Walter Gould Davis (1851–1919)
- Francis Mathews Green (1835–1902)
- Granville Stanley Hall (1846–1924)
- Wallace Clement Sabine (1868–1919)
- John Robert Seeley (1834–1895)
- John Donnell Smith (1829–1928)
- Hermann Eduard von Holst (1841–1904)